# スガ・オロペサ・チヅル
スガ・オロペサ・チヅル（Suga Oropesa Chizuru、1992年11月5日 -）は、日本の俳優である。
フィリピンと日本のハーフ。ACALINO TOKYO、カムカムミニキーナ所属。

## 来歴
高知県出身。幼少期から高知リトルプレイヤーズシアターにてダンス（ジャズ、タップ、ストリート、バレエ）、芝居、歌を学ぶ。
桐朋学園芸術短期大学演劇専攻ミュージカル科 卒業。
カムカムミニキーナ NO.65「>（ダイナリィ） ～大稲荷・狐色になるまで入魂～」(2017)出演オーディションに合格し、その後、劇団員となる。

## 出演

### テレビドラマ
- チャンネルNECO「スパイめし〜異国グルメ潜入記」第2話
- 路上のルカ（2024年7月28日、日本映画専門チャンネル） - 井村みゆき 役[3]
- ＮＨＫ大河ドラマ「べらぼう〜蔦重栄華夢乃噺〜」[第二話] - 獅子鼻の女郎 役

### 映画
- キリエのうた（2023年10月13日、東映） - 井村みゆき 役[3]
- 私の見た世界（2025年7月26日、トライアングルCプロジェクト）[4]
- 赦し

### CM
- Uber Eats「今年も、Uber Eats で、いーんじゃない？」

### 舞台
劇団 カムカムミニキーナ 公演
- vol.74「鶴人」(2024)
- vol.73「かむやらい」(2024)
- vol.72「ときじく〜富士山麓鸚鵡鳴〜」(2022)
- vol.71 「サナギ」(2021)
- 劇団30周年 第2弾公演「燦燦七銃士」(2020)
- 劇団30周年 第1弾公演「猿女のリレー」(2020)
- vol.68「両面睨み節」(2019)
- vol.67「偽顔虫47」(2018)
- vol.66「蝶つがい」(2018)
- 「>（ダイナリィ）〜大稲荷・狐色になるまで入魂〜(2017)」
- しめんげき「海賊船」大阪公演（2024）
- しめんげき「女魔術師」大阪公演（2024）
- しめんげき「土佐竹取」高知・東京・大阪公演(2023・2024)
- しめんげき「がごぜ」奈良公演(2021)

その他
- 東京ジャンクZ vol.9.5「THE PANIC STAGE 〜東京ジャンクZの劇団最終危機からの大脱出劇〜」
- なかないで、毒きのこちゃん 企画公演「もう二度と言えなくなるねおやすみと」
- PARCO STAGE「腹黒弁天町」
- 劇団離風霊船「私にラブソングを」
- ゆりやんレトリィバァ ミュージカル 単独ツアー「ゆりやんJAPAN」
- やなせたかし コンサート
- ミュージカル座「タイムフライズ」
- ミュージカル座「プロパガンダ コクピット」
- 青蛾館 音楽劇「宝島」
- 青蛾館 音楽劇「中国の不思議な役人」
- 青蛾館 音楽劇「くるみ割り人形」

他。

### ライブ
- LIVE「Red Lantarn」椎名町 off-za
- よさこいチーム/ぞっこん町田'98 - 歌唱(2014〜2019年作品、2023〜2024年作品)
- よさこいチーム/凛轟「青天の霹靂」 - 歌唱
- よさこいチーム/凛轟「YOSAKOI DISCO」 - 歌唱
- よさこいチーム/凛轟「あどはだり」歌唱